# 恋が生まれるとき
「恋が生まれるとき」（英語: Love Sneakin 'Up On You）は、ボニー・レイットの楽曲。1994年に発売された12作目のアルバム『ロンギング・イン・ゼア・ハーツ』に収録されたのちシングル・カットされ、カナダで3週間にわたってチャートのトップを突破し、アメリカのBillboard Hot 100で最高位19位を獲得し、ドイツとイギリスのシングルチャートにもチャートインした。 1995年にはグラミー賞のレコード・オブ・ザ・イヤーと最高の女性ロック・ボーカル・パフォーマンスの両方にノミネートされた。

## チャート成績

### 週間チャート
| チャート (1994)                          | 最高位 |
| ---------------------------------------- | ------ |
| カナダ トップシングルス (RPM)            | 1      |
| カナダ アダルト・コンテンポラリー (RPM)  | 1      |
| ドイツ (GfK Entertainment charts)        | 71     |
| スコットランド (Official Charts Company) | 90     |
| UK シングルス (OCC)                      | 69     |
| US Billboard Hot 100                     | 19     |
| US Adult Contemporary (Billboard)        | 2      |
| US Mainstream Rock (Billboard)           | 25     |
| US Pop Airplay (Billboard)               | 15     |

### 年末チャート
| チャート（1994）                             | ポジション |
| -------------------------------------------- | ---------- |
| カナダ・トップ・シングル（ RPM ）            | 14         |
| カナダ・アダルト・コンテンポラリー （ RPM ） | 26         |
| US Billboard Hot 100                         | 94         |